# Arco (araldica)
In araldica l'arco è simbolo di milizia e guerre sopportate; quando è teso simboleggia la potenza.

Arco posto in palo (stemma del Comune di Arco)
Arco teso con una freccia incoccata (Brėst, Bielorussia)
Arco teso e incoccato, posto in palo (Pinsk, Bielorussia)
Arco teso posto in sbarra (Birtlingen, Germania)
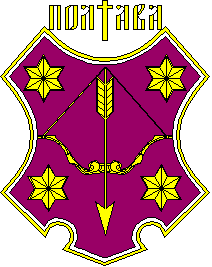
Arco all'ingiù (Poltava, Ucraina)
Stemma della famiglia d'Arco

## Posizione araldica ordinaria
L'arco si rappresenta, di norma, posta in palo. Se è teso va blasonato.

## Attributi araldici
- All'ingiù se la freccia è rivolta in basso
- Armato è l'arco munito di freccia
- Cordato quando ha la corda di smalto diverso
- Incoccato quando ha il dardo nella cocca